# Эдинбург (регбийный клуб)
«Эдинбург Рагби» (англ. Edinburgh Rugby) или просто «Эдинбург» (в разные годы также носил названия «Эдинбург Рейверс» и «Эдинбург Ганнерс») — один из двух профессиональных регбийных клубов Шотландии, выступающий в чемпионате Про12 и турнирах EPCR вместе с другим коллективом региона и своим давним соперником — «Глазго Уорриорз». «Эдинбург» проводит домашние матчи на стадионе «Мюррейфилд», который во время матчей команды именуется The Castle (с англ. — «Замок»). В начале 2017 года команда переехала на менее вместительную арену «Майрсайд», которая может разместить не более пяти с половиной тысяч человек.
Команда ведёт свою историю с 1872 года, когда первый любительский состав эдинбургских игроков выиграл у соперников из Глазго, забив один дроп-гол. В 1996 году появился «Эдинбург» в своём нынешнем виде — любительская сборная региона была реформирована специально для участия в Кубке Хейнекен. В сезоне 2003/04 «Эдинбург» первым среди шотландских команд добрался до четвертьфинала этого турнира. В розыгрыше же  сезона 2011/12 клуб вышел уже в полуфинал, однако тогда шотландские регбисты уступили «Ольстеру».

## История

### Создание: 1996
С 1995 г. в регби действовали профессиональные принципы, и Шотландский регбийный союз ставил под сомнение возможность своих команд сражаться с английскими и французскими грандами на равных. Было принято решение о создании четырёх региональных клубов, в том числе и «Эдинбурга». Впрочем, число профессиональных коллективов Шотландии было сокращено до двух ввиду большой задолженности союза (вызванной, в частности, реконструкцией «Маррифилда»). Проведя два сезона независимо, «Эдинбург» и «Бордер Рейверс» объединились — новая команда получила название «Эдинбург Рейверс».
К сезонам 1999 и 2000 гг. регбийные союзы Шотландии и Уэльса решили создать единую Кельтскую лигу. С точки зрения структуры нового чемпионата предлагалось включить «Эдинбург Рейверс» и «Глазго Каледонианс» в число участников Валлийской Премьер-лиги. Но уже в 2001 г. стало неизбежным ещё одно изменение проекта, так как к нему присоединился Ирландский союз. В результате первый сезон Кельтской лиги прошёл именно в 2001 г. «Рейверс» дебютировали в новом чемпионате на шестом месте.
В следующем году произошло воссоздание «Бордер Рейверс». Одновременно с сезоном Кельтской лиги был проведён чемпионат Шотландии. Формат турнира напоминал принцип проведения Кубка трёх наций. Однако первый розыгрыш чемпионата стал последним, а титул завоевал «Эдинбург». Вскоре команда вернулась к оригинальному названию.
В сезоне 2003/04 «Эдинбург» вышел в финал первого розыгрыша Кельтского кубка, на пути к которому обыргал «Кардифф» и «Коннахт». Решающий матч, несмотря на хорошую игру шотландцев, остался за «Ольстером» (21-27). В том матче на стадионе «Маррифилд» отличился Дэвид Хамфрис, набравший для ирландской команды 17 очков.
После сезона 2004/05 команду покинул тренер Фрэнк Хэдден, вступивший в должность главного тренера сборной Шотландии. Одной из рассматриваемых кандидатур на пост был Шон Лайнин, ассистент тренера из «Глазго». Однако в итоге вакансия досталась Тодду Блэкэддеру, который до этого временно исполнял обязанности главного тренера. В сезоне 2005/06 прозвище команды — «канониры» — получило официальный статус и было закреплено в качестве официального названия клуба («Эдинбург Ганнерс»). Но уже 29 сентября 2006 г. никнейм был упразднён, так как летом того года «Эдинбург» стал первой частной региональной командой Шотландии. Кроме того, слово Gunners уже являлось зарегистрированной торговой маркой ФК «Арсенал». Наконец, новое руководство стремилось создать клубу новый свежий имидж. Логотип «Эдинбурга» также был обновлён.

### Клуб в частной собственности: 2006—2007

#### Первая частная франшиза Шотландии: 2006
К концу сезона 2005/06 финансирование клуба перешло в руки компании, возглавляемой бизнесменами Алексом и Бобом Керрутерсами. Предполагалось, что эта сделка поможет «Бордер Рейверс» продолжить существование. Команда была основным претендентом на ликвидацию после того, как регбийный союз объявил о намерении прекратить финансирование одной из команд Кельтской лиги. Союз сохранял место в руководстве новой управляющей компании и оказывал новым собственниками поддержку. После того, как Блэкэддер пополнил тренерский штаб «Крусейдерс», Алекс Керрутерс назначил Линна Хоуэллса новым исполнительным директором.

#### Финансовый спор и возвращение в союз: 2007
В июле 2007 г. возникли разногласия между собственниками и союзом. Согласно Бобу Керрутерсу, союз задолжал клубу шестизначную сумму. В ходе конфликта в отставку подали Алекс Керрутерс и управляющий директор Грэм Стирлинг. Процесс отрицательно сказался на всём шотландском регби. В частности, 12 игроков сборной были временно отстранены от тренировок накануне ЧМ-2007. В их числе были лидеры команды Крис Патерсон и Майк Блэр.
Эскалация конфликта произошла 9 июля 2007 г., когда «Эдинбург» снял с себя статус ассоциированного члена союза. Это действие поставило под сомнение турнирные перспективы клуба в лиге и кубке Хейнекен. Уже 12 июля Боб Керрутерс возобновил членство «Эдинбурга» в союзе и объявил и возможном приобретении игрока сборной Австралии Стивена Ларкема. Несмотря на это, конфликт продолжался, и обе стороны начали готовить документы для подачи взаимных исков. Ситуация разрешилась в августе 2007 г., когда франшизный договор был расторгнут, и «Эдинбург» вновь поступил в прямое управление союза.

### Энди Робинсон: 2007—2009
Новое руководство не стало продолжать сотрудничество с Линном Хоуэллсом. Глава отдела по развитию игроков союза был назначен исполняющим обязанности тренера, пост же генерального директора занял Ник Картрайт. Бывший капитан «Бритиш энд Айриш Лайонз» Гевин Гастингс вскоре был объявлен президентом. Подписание Ларкема не состоялось, так как союз не мог выполнить требования договора. Эта новость была встречена с разочарованием.
1 октября 2007 г. стало известно, что новым главным тренером станет Энди Робинсон, бывший руководитель национальной сборной. «Эдинбург» прогрессировал под началом Робинсона, удачно выступая в домашних матчах кубка Хейнекен. Шотландцы сумели обыграть «Ленстер» и «Тайгерс». Также клуб провёл неплохой матч против «Тулузы», где регбисты сумели взять бонусное очко. Провальные выступления Шотландии в Кубке шести наций способствовали появлению слухов о том, что Робинсон может стать у руля этой сборной. Специалист тогда же работал с шотландской командой «А». Успехи команды уравновешивались некоторыми неприятными результатами. К примеру, «Эдинбург» всухую проиграл «Кардифф Блюз» на «Маррифилде» и уступил «Глазго Уорриорз» в турнире 1872 Challenge Cup.
26 декабря 2008 г. был установлен новый рекорд посещаемости домашних матчей клуба, когда на игру с «Глазго» пришли посмотреть 12 534 зрителей. В сезоне 2008/09 «Эдинбург» занял второе место в Кельтской лиге, пропустив вперёд лишь «Манстер». Это лучший результат клуба за всю историю проведения чемпионата.
Энди Робинсон покинул команду в 2009 г., чтобы, как и предполагалось, занять место главного тренера сборной Шотландии. Затем тренерские функции принял Роб Моффэт.

### Майкл Брэдли: 2011—н.в.
Майкл Брэдли возглавил клуб летом 2011 г. В прошлом он руководил «Коннахтом» и командой «А» Ирландии.
Несмотря на неудачи в Про12, европейский сезон 2011/12 шотландцам удался. Команда завершила групповой этап на первом месте, попутно одержав значимую победу над «Расинг Метро»: 48-47. В 1/4 финала «Эдинбург» встретился с самым титулованным клубом Европы — «Тулузой». Игра проходила без явного преимущества той или иной команды, и победа в итоге досталась шотландскому коллективу (19-14).
В 2011 г. состав команды пополнили несколько молодых регбистов, что делает результат ещё более примечательным. Тогда дебютный сезон проводили 21-летние Мэтт Скотт и Грант Джилкрист, а также 19-летний Харри Леонард. Кроме того, тот сезон стал первым полноценным для пары восьмёрок Стюарта Макайнелли и Дэвида Дентона.

## Достижения

### Титулы
- Про12
  - Финалист: 2008/09
  - Кубок 1872 года (3): 2008/09, 2014/15, 2015/16
- Европейский кубок вызова
  - Финалист: 2014/15
- Межрайонный чемпионат Шотландии
  - Победитель (3): 1997/98, 1998/99, 2002/03

### Сезоны
Домашний чемпионат
| Межрегиональный чемпионат | Валлийско-Шотландская лига | Кельтская лига | Про12 |

| Сезон   | Место          | Игр | В  | Н | П  | О+  | О-  | О±   | БО | Очков | Примечания                               |
| ------- | -------------- | --- | -- | - | -- | --- | --- | ---- | -- | ----- | ---------------------------------------- |
| 1996/97 | 4-е            | 3   | 0  | 0 | 3  | 35  | 69  | -34  | -  | 0     |                                          |
| 1997/98 | 1-е            | 3   | 2  | 0 | 1  | 76  | 55  | +21  | -  | 4     | Победа по количеству попыток             |
| 1998/99 | 1-е            | 3   | 2  | 0 | 1  | 97  | 32  | +65  | -  | 4     | Победа по сумме матчей 2:1               |
| 1999/00 | 2-е            | 3   | 1  | 0 | 2  | 56  | 104 | -48  | -  | 2     |                                          |
| 1999/00 | 8-е            | 22  | 10 | 1 | 11 | 564 | 654 | -90  | -  | 34    |                                          |
| 2000/01 | 8-е            | 22  | 11 | 0 | 11 | 540 | 667 | -127 | -  | 33    |                                          |
| 2001/02 | 6-е            | 20  | 10 | 2 | 8  | 498 | 512 | -55  | -  | 32    |                                          |
| 2001/02 | 6-е (Группа B) | 6   | 2  | 0 | 4  | 134 | 159 | -23  | -  | 6     |                                          |
| 2002/03 | 1-е            | 8   | 5  | 1 | 2  | 266 | 140 | +124 | 6  | 28    | Победа                                   |
| 2002/03 | 2-е (Группа А) | 7   | 6  | 0 | 1  | 231 | 145 | +86  | 3  | 27    | Поражение от «Кардиффа» в четвертьфинале |
| 2003/04 | 10-е           | 22  | 9  | 0 | 13 | 454 | 622 | -168 | 8  | 44    |                                          |
| 2004/05 | 7-е            | 20  | 9  | 0 | 11 | 409 | 407 | +2   | 8  | 44    |                                          |
| 2005/06 | 5-е            | 20  | 11 | 0 | 9  | 418 | 415 | +3   | 8  | 60    |                                          |
| 2006/07 | 8-е            | 20  | 8  | 1 | 11 | 335 | 423 | -88  | 8  | 42    |                                          |
| 2007/08 | 4-е            | 18  | 9  | 3 | 6  | 313 | 285 | +28  | 6  | 48    |                                          |
| 2008/09 | 2-е            | 18  | 11 | 0 | 7  | 416 | 296 | +120 | 11 | 55    |                                          |
| 2009/10 | 6-е            | 18  | 8  | 0 | 10 | 385 | 391 | -6   | 9  | 41    |                                          |
| 2010/11 | 8-е            | 22  | 9  | 0 | 13 | 421 | 460 | -39  | 7  | 43    |                                          |
| 2011/12 | 11-е           | 22  | 6  | 1 | 15 | 454 | 588 | -134 | 6  | 32    |                                          |
| 2012/13 | 10-е           | 22  | 7  | 0 | 15 | 399 | 504 | -105 | 8  | 36    |                                          |
| 2013/14 | 8-е            | 22  | 7  | 0 | 15 | 397 | 529 | -129 | 10 | 38    |                                          |
| 2014/15 | 8-е            | 22  | 10 | 1 | 11 | 399 | 419 | -20  | 6  | 48    |                                          |
| 2015/16 | 9-е            | 22  | 11 | 0 | 11 | 405 | 366 | +39  | 10 | 54    |                                          |
| 2016/17 | 9-е            | 22  | 6  | 0 | 16 | 400 | 491 | -91  | 7  | 31    |                                          |

### Кубок Хейнекен
| Сезон   | Стадия | Сыграно | Побед | Поражений | Вничью | Источник |
| ------- | ------ | ------- | ----- | --------- | ------ | -------- |
| 1996/97 | группа | 4       | 0     | 4         | 0      | [ 37 ]   |
| 1998/99 | группа | 6       | 2     | 3         | 1      | [ 38 ]   |
| 1999/00 | группа | 6       | 3     | 3         | 0      | [ 39 ]   |
| 2000/01 | группа | 6       | 3     | 2         | 1      | [ 40 ]   |
| 2001/02 | группа | 6       | 1     | 4         | 1      | [ 41 ]   |
| 2002/03 | группа | 6       | 2     | 4         | 0      | [ 42 ]   |
| 2003/04 | 1/4    | 7       | 5     | 2         | 0      | [ 43 ]   |
| 2004/05 | группа | 6       | 1     | 5         | 0      | [ 44 ]   |
| 2005/06 | группа | 6       | 2     | 4         | 0      | [ 45 ]   |
| 2006/07 | группа | 6       | 1     | 5         | 0      | [ 46 ]   |
| 2007/08 | группа | 6       | 2     | 4         | 0      | [ 47 ]   |
| 2008/09 | группа | 6       | 2     | 4         | 0      | [ 48 ]   |
| 2009/10 | группа | 6       | 3     | 3         | 0      | [ 49 ]   |
| 2010/11 | группа | 6       | 1     | 5         | 0      | [ 49 ]   |
| 2011/12 | 1/2    | 8       | 6     | 2         | 0      | [ 49 ]   |

### Европейский кубок вызова
| Сезон   | Стадия | Сыграно | Побед | Поражений | Вничью | Источник |
| ------- | ------ | ------- | ----- | --------- | ------ | -------- |
| 1997/98 | группа | 6       | 2     | 4         | 0      | [ 50 ]   |

## Игроки

### Текущий состав
Состав команды перед сезоном 2017/18: